# Tea time

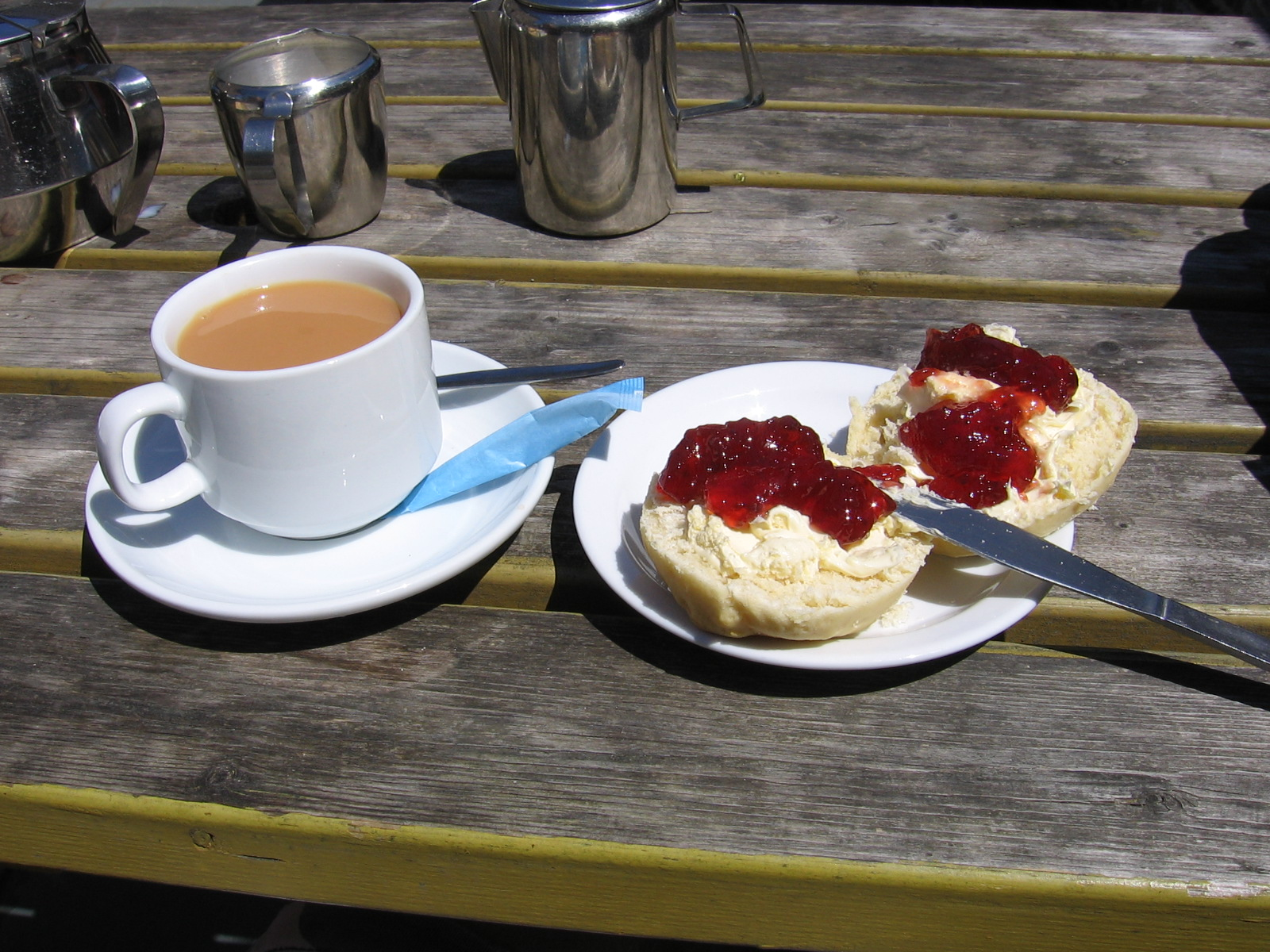
Cornish cream tea

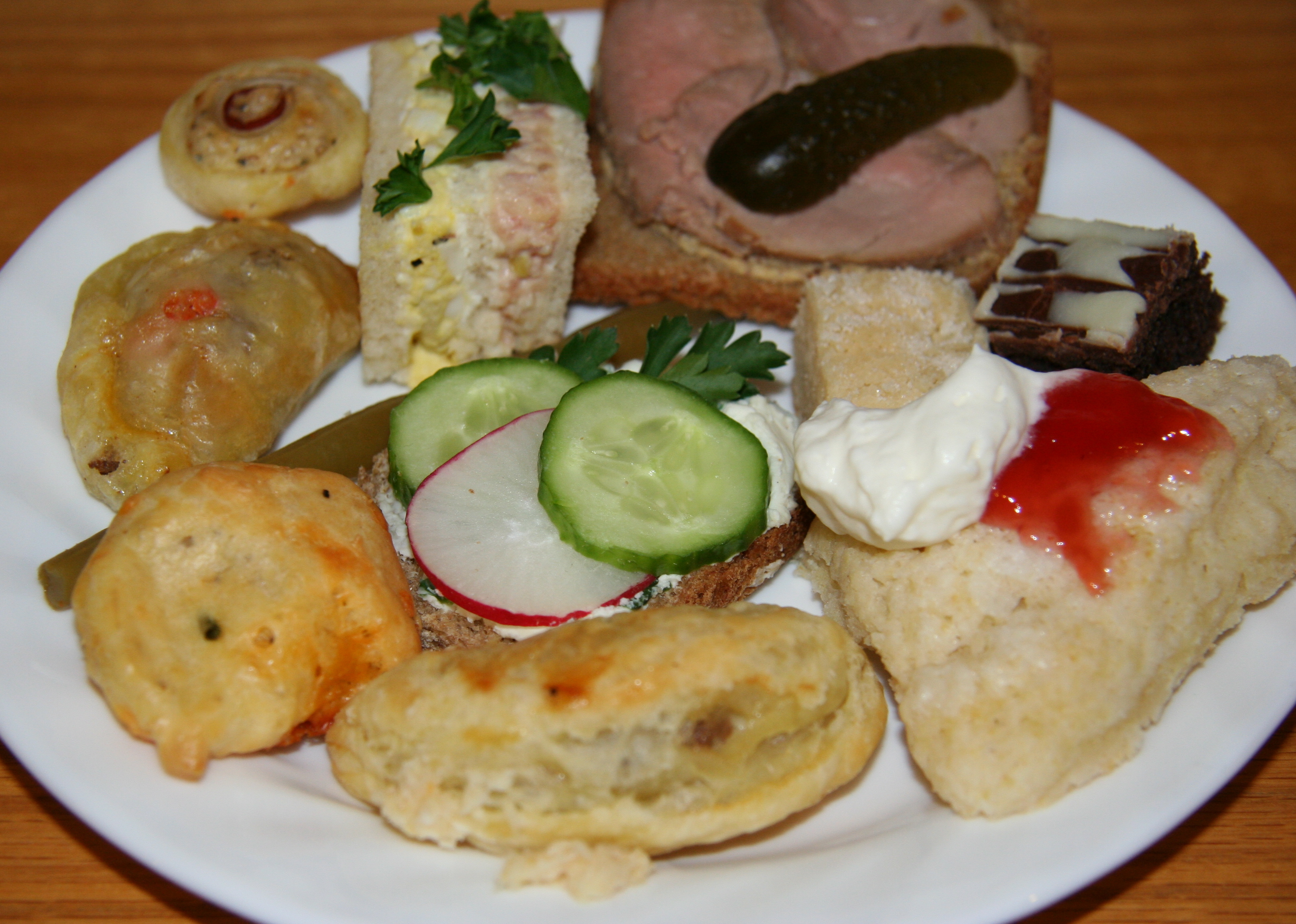
Afternoon tea

Tea time, afternoon tea, high tea – określenie stosowane w Wielkiej Brytanii i Irlandii opisujące przerwę na lekki posiłek spożywany zazwyczaj po południu pomiędzy godziną 15:00 a 17:00. Może się on składać z herbaty oraz kanapek, ciasta lub ciastek. Najbardziej zbliżonym polskim odpowiednikiem tea time może być podwieczorek.

## Historia
Pierwsze wzmianki dotyczące zwyczaju picia herbaty można znaleźć już w XVII-wiecznych listach Markizy de Sévigné, który to zwyczaj z czasem został zaadaptowany na wyspach brytyjskich. Legenda głosi, że został on zapoczątkowany w XVIII wieku przez księżną Bedford – Annę Marię Russell. W tym okresie istniały tylko dwa posiłki: śniadanie oraz obiadokolacja. Księżna wprowadziła zwyczaj podawania wczesnym popołudniem lekkiej przekąski z herbatą. Posiłek taki był podawany na niskim małym stoliku. Z czasem zwyczaj ten rozpowszechnił się w kręgach arystokracji.
Popularność tego zwyczaju wzrosła w okresie rewolucji przemysłowej, picie herbaty stało się popularne w niższych warstwach społeczeństwa. Wycieńczonym osobom wracającym z pracy do domów przygotowywano większy stół z różnymi rodzajami dań, wśród których była też herbata. Ponieważ była ona pita przy tym stole wraz z głównym posiłkiem, stąd też wzięła się nazwa high tea.